# کاری آرکیوو
کاری آرکیوو (فنلاندی: Kari Arkivuo؛ زادهٔ ۲۳ ژوئن ۱۹۸۳) بازیکن فوتبال اهل فنلاند است.
از باشگاه‌هایی که در آن بازی کرده‌است می‌توان به باشگاه فوتبال هکن و باشگاه فوتبال گو اهد ایگلز اشاره کرد.
وی همچنین در تیم‌های ملی فوتبال زیر ۲۱ سال فنلاند و فنلاند بازی کرده‌است.